# Gunnera flavida
Gunnera flavida là một loài thực vật có hoa trong họ Dương nhị tiên. Loài này được Colenso mô tả khoa học đầu tiên năm 1886.